# صدمة جماعية

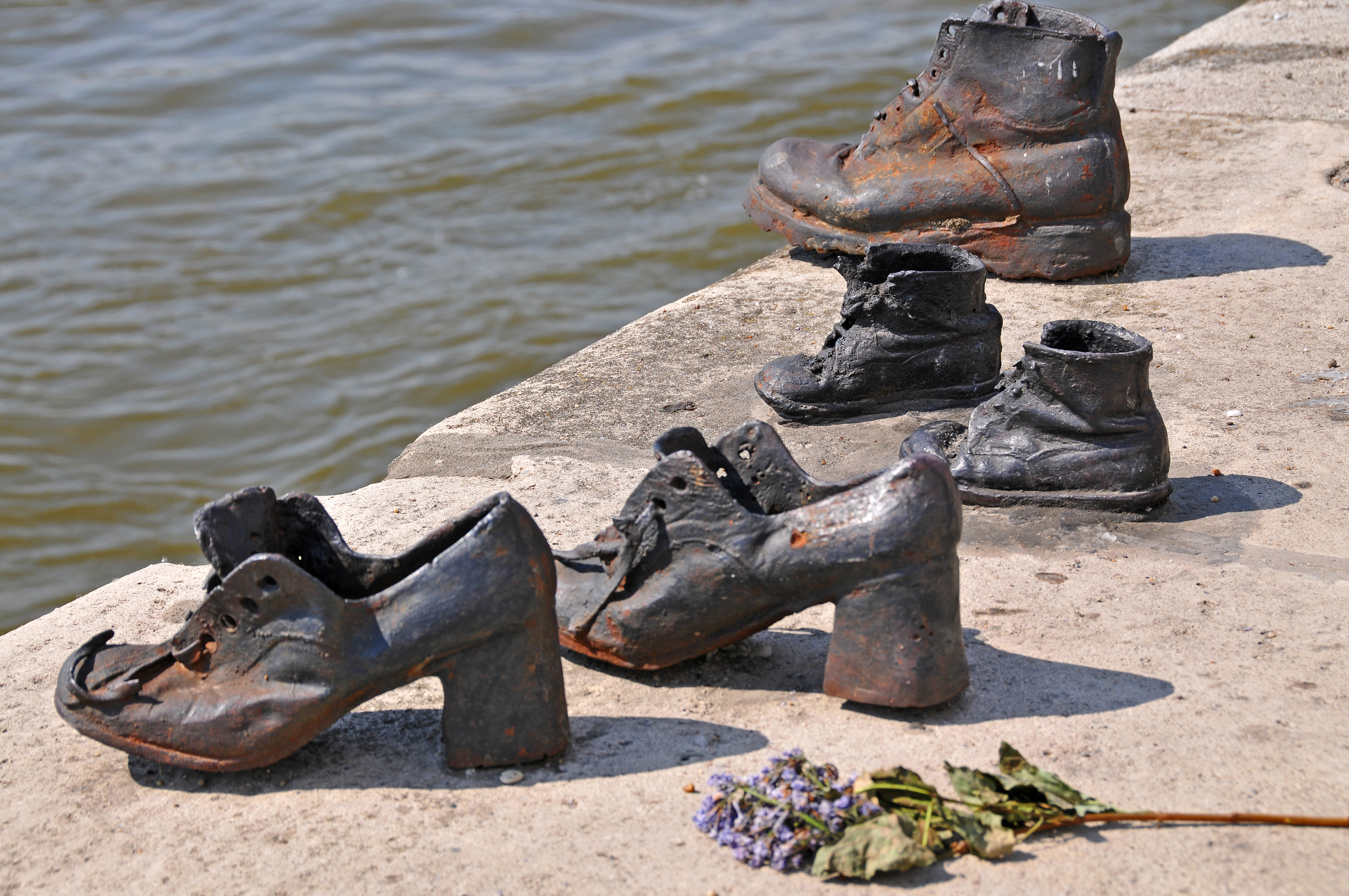

الصدمة الجماعية (بالإنجليزية: collective trauma) هي أثر رضحي ونفسي يُصاب به مجموعة من الأشخاص، أيًا كان حجمها حيث يمكن أن يُصاب بها المجتمع بأسره. ويمكن أن تثير الأحداث الرضحية التي يُصاب بها مجتمع بأسره شعورًا جماعيًا، عادة ما يؤدي إلى تحول في ثقافة هذا المجتمع وسلوكه الجماعي.
تتضمن الصدمات الجماعية المعروفة جيدًا: اغتيال جون إف. كيندي في الولايات المتحدة وكارثة إستونيا في السويد وهجمات 11 سبتمبر، 2001 في الولايات المتحدة وغير ذلك من الصدمات الأخرى.
واتضح أن الصدمات الجماعية تلعب دورًا رئيسيًا في تشكيل الهوية الجماعية (انظر: قانون المصير المشترك). أثناء الحرب العالمية الثانية، تعرضت الغواصة الأمريكية، يو إس إس بوفر (SS-268)، لهجوم بقذائف الأعماق لعدة ساعات من قِبل إحدى السفن اليابانية حتى باتت السفينة اليابانية مقتنعة بأن الغواصة قد هربت. وأظهرت الدراسات السيكولوجية التي صدرت مؤخرًا أن الأطقم التي انتقلت إلى الغواصة بعد الحدث لم يتم قبولهم أبدًا كجزء من الفريق. وفي وقت لاحق، تغيرت سياسة البحرية الأمريكية بحيث أنه بعد التعرض لأحداث الصدمات النفسية من هذا القبيل، سيتم نشر الطاقم لمهام جديدة.
من الأمثلة على الصدمات الجماعية المعاصرة:
- 9/11
- زلزال المحيط الهندي عام 2004
- إعصار كاترينا

تصبح عملية إعادة تأهيل الناجين غاية في الصعوبة عندما تتعرض الأمة بأسرها لمثل هذه الصدمات القاسية مثل الحروب أو الإبادة الجماعية أو التعذيب أو المجازر وما إلى ذلك. وبالكاد يكون العلاج فعلاً عندما يتعرض الكل للصدمة. وتظل الصدمة مزمنة وتكرر نفسها طالما لم تتم معالجة الأسباب الاجتماعية واستمرار الجناة في الاستمتاع بحياتهم بعيدًا عن العقاب. وقد يعاني المجتمع ككل من ثقافة الألم الأبدية. (1)
أثناء حرب التحرير في الجزائر، وجد الطبيب النفسي الجزائري فرانز عمر فانون أن طريقة علاجه للمواطنين الجزائريين غير فعالة بسبب استمرار الرعب من الحرب الاستعمارية. وقد أكد على الأصل الاجتماعي للصدمات وانضم إلى حركة التحرير وحث الأشخاص المضطهدين على تطهير أنفسهم من الصدمات المهينة التي تعرضوا لها عبر نضالهم الجماعي للتحرير. وأبدى الملاحظات التالية في خطاب استقالته كرئيس قسم الطب النفسي في مستشفى البليدة-جوانفيل في الجزائر:
«إذا كان الطب النفسي هو الأسلوب الطبي الذي يهدف لتمكين الشخص وجعله لا يشعر بالغربة في بيئته، فإنني أؤكد أن الإنسان العربي، الغريب دائمًا في بلده، يعيش في حالة من تبدد الشخصية المطلقة.» (2)
لقد حدث بصورة متكررة في التاريخ البشري اللجوء إلى بث الرعب والقلق من خلال التعذيب على نطاق واسع وارتكاب المجازر والإبادة الجماعية وغير ذلك من الإجراءات القهرية المماثلة. وهناك الكثير من الأمثلة على ذلك في تاريخنا الحديث. فغالبًا ما استخدم الطغاة أسلوب «المدفعية» في محاولة لإحداث حالة من الدمار والارتباك في عقول الناس وتنويمهم بالرعب والاستخفاف. والنتيجة هي حدوث صدمة جماعية تستمر لعدة أجيال. ليست هناك وصفة سحرية لإعادة التأهيل. ويمكن التخفيف من حدة الصدمة الجماعية من خلال جهود منسقة وجماعية مثل الشكر والتقدير والذكرى والتضامن والعلاج المجتمعي والتعاون على نطاق واسع.
وقد أثبت التاريخ مرارًا وتكرارًا أن الغباء البشري يمكن أن يؤدي إلى حدوث صدمات جماعية قادرة على الاستمرار لأجيال. "بدلاً من التطلع إلى الرحمة والحكمة، يمكن أن يقع الناس بسهولة فريسة لأصوات الوحشية والجنون
والخرافة. وهناك حاجة إلى مساعٍ عالمية لتأمين احترام الحقوق الأساسية لجميع البشر" ووقف أعمال العنف التي تُعتبر مصدر الصدمة الجماعية على المستوى المحلي والوطني والعالمي. (3)